# Ekaterina Ivanova

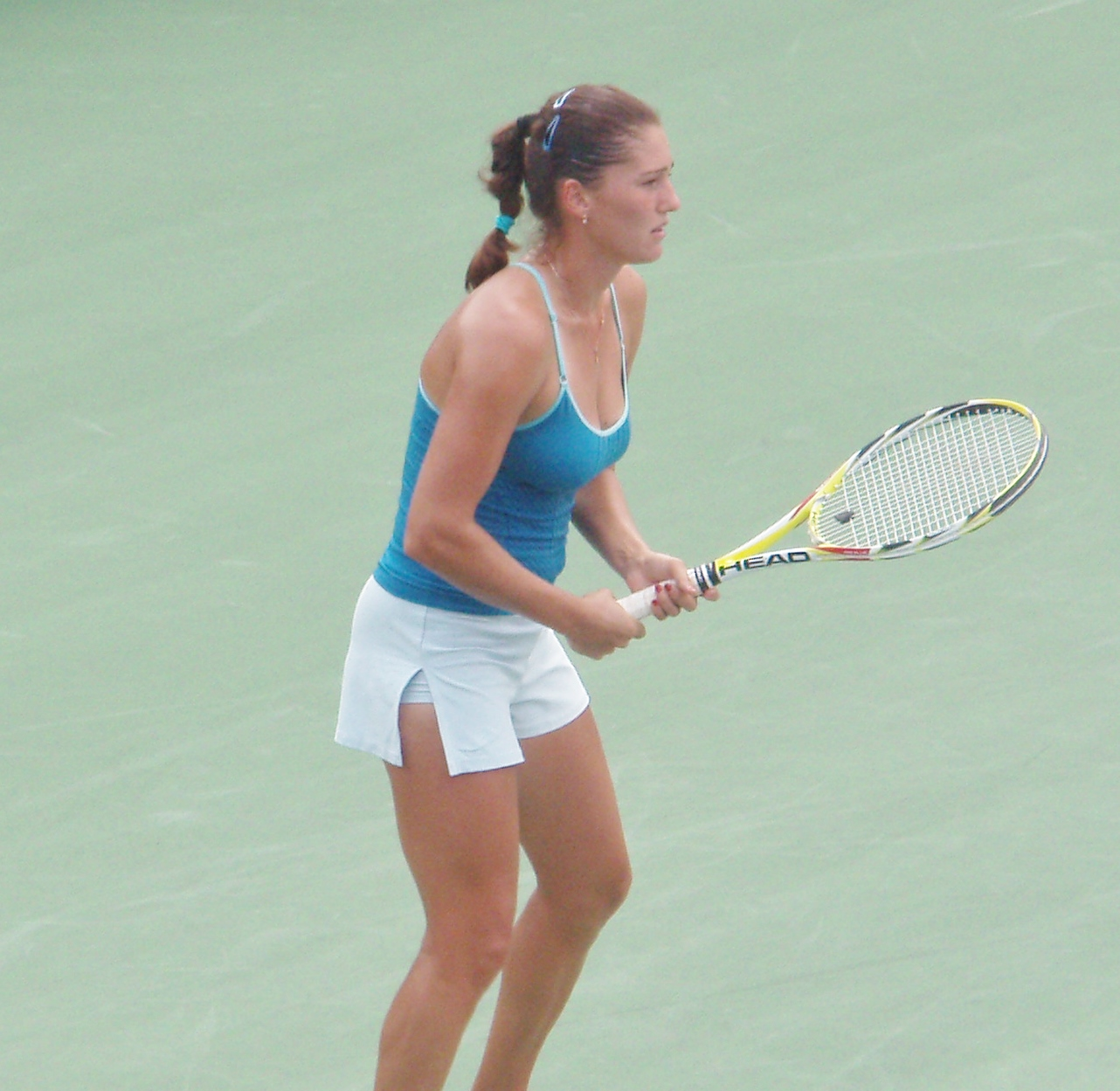
Ekaterina Ivanova

Ekaterina Ivanova, em russo Екатерина Евгеньевна Иванова (18 de Dezembro de 1987) é uma tenista profissional russa, seu melhor ranking de N. 136 em simples pela WTA.